# Heguri no Matori
Heguri no Matori (平群馬鳥) est un ministre à la cour du Japon pendant la période Kofun, auteur d'une tentative d'usurpation du trône impérial. Fils de Heguri no Tsuka, il sert dans l'administration des empereurs Yūryaku et Ninken.
Selon le Nihon Shoki, lorsque l'empereur Ninken meurt en 498, Heguri no Matori prend le pouvoir et tente d'établir son propre règne impérial. Il se comporte avec arrogance envers l'héritier de Ninken, le prince héritier Wohatsuse Wakasazaki (futur empereur Buretsu), s'empare d'un palais qu'il prétend avoir construit pour le prince et lui refuse une demande pour des chevaux. Le prince souhaite épouser une femme nommée Kagehime. Heguri no Shibi, le fils de Matori, est secrètement fiancé à Kagehime et lorsqu'il apprend cela, Wakasazaki fait tuer Shibi,. 
Avec l'aide d'Ōtomo no Kanamura, Wakasazaki s'oppose et défait la rébellion naissante de Heguri no Matori.
Les Documents Takenouchi Monjō donne une interprétation très différente de l'histoire de Matori. 
D'après cette transmission particulière, Matori aurait été un spécialiste à la fois des Jindai Mōji (神代文字), "l'écriture du temps des dieux", et de l'écriture chinoise, qui aurait reçu l'ordre secret de Yūryaku-Tennō de retranscrire en Kanji et en kana l'ancienne documentation. Mais il aurait été pris dans l'engrenage de luttes politiques avec des clans influents, à savoir Ōtomo, Mononoe, Soga, Katsuragi et Kose, qui désiraient censurer ses travaux. Le Prince Héritier (futur Empereur Buretsu) se serait arrangé pour qu'une copie séparée dont l'histoire dynastique commence avec l'Empereur Jimmu-Tennō soit remises aux oligarques, tandis qu'il escamotait Heguri no Matori à la campagne, en faisant croire qu'il l'avait exécuté de ses propres mains. Matori serait alors devenu prêtre shintoïste au Kōso Kōtai Jingū alors situé à Toyama, et aurait changé son nom de famille en Takenouchi afin de cacher son identité. La version expurgée de ses travaux de traduction aurait ensuite servi à l'écriture du Kojiki, puis du Nihon Shōki. 
Il est à noter que cette version de l'histoire est loin de faire l'unanimité chez les historiens, pour la simple raisons que les caractères utilisés n'existaient pas à l'époque à laquelle ces documents auraient été rédigés. En effet, les fameux jindai mōji sont une invention datant au plus tard de l'époque de Kamakura (1192-1333). Leur non-existence avant cette date est corroborée par les ouvrages les plus anciens du Japon que sont le kojiki et le Nihonshoki qui décrivent tous les deux l'arrivée et l'adption de l'écriture chinoise dans un archipel japonais qui n'avait pas d'écriture. Quant aux kana utilisés conjointement aux kanji pour retranscrire les textes écrits en jindai-mōji, ils ont été inventés pendant l'époque de Heian (890 - 1192). 

## Source de la traduction
- (en) Cet article est partiellement ou en totalité issu de l’article de Wikipédia en anglais intitulé « Heguri no Matori » (voir la liste des auteurs).